# Приморско–горански партизански одред
Приморско-горански народноослободилачки партизански (НОП) одред је био партизанска јединица у саставу Народноослободилачке војске и партизанских одреда Југославије током Другог светског рата у Хрватској.

## Историјат
Формиран је почетком децембра 1941. од Дрежничког и Горскокотарског приморског партизанског батаљона. Приликом формирања имао је два батаљона с укупно 330 бораца. Дрежнички партизански батаљон је преименован у 1. батаљон Марка Трбовић, Горскокотарско-приморски у 2. батаљон Матија Губец. Од наоружања је имао 292 пушке и 20 пушкомитраљеза. Почетком фебруара 1942. у његов састав ушла је и Брињска партизанска чета из Групе НОП одреда за Лику. Од 6. до 10. децембра 1941. дејствовао је на прузи Локве-Фужине-Дрвеник, а 12. и 13. децембра разбио четнике близу Огулина. Од јануара до маја 1942. на више места порушио је пругу Карловац-Огулин-Сушак; 5. и 12. јануара код Пласа, 15. јануара код Злобина, 19. јануара код Фужина, 25. марта и 7. априла код Делница, 20. априла код Дубрава, 25. априла код Гомирја, 27. априла и 16. маја код Локава, 19. маја код Хрељина, због чега је саобраћај био прекинут 25 дана. Од јануара до краја маја водио је честе борбе с усташама, домобранима, оружницима (жандармеријом) и италијанским фашистима и ослободио Јасенак 21. јануара, Алан 29. јануара, Хрељин 8. марта, Мркопан 19. марта, Равну Гору и Прокике 22. марта, Скрад 10. априла, Веру 21. априла, Турковић Село 9/10. маја. Ради успостављања везе са словеначким партизанским јединицама и преношења дејстава на територију Истре, одржан је 19. априла у рејону Брода на Купи састанак представника Штаба Приморско-горанског НОП одреда и Штаба Треће групе НОП одреда Словеније. После добро извршених припрема, јединице 3. батаљона Приморско-горанског НОП одреда и 2. батаљона Нотрањског НОП одреда заузеле су 1. маја Брод на Купи и тиме повезале слободну територију Горског котара са слободном територијом Нотрањског и Беле крајине у Словенији. Активност јединица Приморско-горанског НОП одреда присилила је италијанске команде да с јаким италијанским и усташко-домобранским снагама од 18. до 25. маја предузму напад на слободну територију Горског котара ради уништења јединица Одреда и заузимања Мркопља. Они су успели да прокрстаре слободном територијом, попале више села и заузму Мркопаљ, али нису нанели озбиљније губитке партизанским јединицама. После постигнутих успеха за време зиме и пролећа, Одред је 17. априла имао 1136 бораца наоружаних са 845 пушака и 24 пушкомитраљеза. У његовом саставу формирана је крајем марта Приморско-горанска пролетерска чета, средином априла 3. батаљон Горанин, а почетком маја 4. батаљон Љубица Геровац и 5. батаљон Владимир Гортан. Осим тога, 4. маја, од Штаба Одреда формиран је Штаб Пете оперативне зоне НОП одреда Хрватске. Реорганизацијом од 30. маја 1942. од Приморско-горанског НОПО, формирани су 1. и 2. приморско-горански НОП одред.